# Будинок Амальє
Буди́нок Амальє́ (кат. Casa Amatller; іноді зустрічається неправильне написання «Аматльєр») — будинок у Барселоні у стилі, який можна назвати одночасно неоготикою та модерном. Свій нинішній вигляд будинок отримав у 1898-1900, коли його було перебудовано за проектом архітектора Жузепа Пуча-і-Кадафалка.

## Опис
Знаходиться на проїзді Ґрасія в районі Барселони Ашямпла поруч з будинком Бальо та будинком Лєо Мурери та разом з ними є частиною «Острівця незгоди» (кат. Illa de la Discòrdia), міського кварталу, що був так названий через кілька відомих дизайнерських модерністських будівель, які збудовані у різних стилях.
Збудовано в 1875, у 1898 його придбано кондитером Антоні Амальє-і-Костою (кат. Antoni Amatller i Costa) і його реконструкція була доручена архітекторові Жузепу Пучу-і-Кадафалкові. Під час роботи, в якій брала участь ціла група художників і майстрів прикладного мистецтва, було виконано перепланування та художнє оформлення будинку. Будівля має незвичний ступінчастий фронтон (натяк на квадратні шматки шоколаду), на його фасаді розташовано алегоричний портрет домовласника. Будинок з одного боку нагадує традиційні будівлі Барселони у неоготичному каталонському стилі, а також голландські будинки.
У 1976 королівським указом будинок Амальє був оголошений пам'яткою національного значення.

## Адреса, відвідання будинку Амальє
- Адреса: Проїзд Ґрасія (Passeig de Gràcia), 41, Барселона

- Під'їзд: поряд з зупинкою автобусів № 7, 16, 17, 22, 24, 28
- Метро: лінії L2, L3, L4 (Станція «Passeig de Gràcia»)

Відвідування: екскурсії каталанською та іспанською мовами з понеділка по п'ятницю об 11.00, по суботах та неділях — о 12.30. Екскурсії англійською мовою з понеділка по п'ятницю о 12.00. Екскурсія включає огляд вестибюля та фотостудії, розповідь про те, ким був Антоні Амальє, а також дегустацію шоколаду. Вартість екскурсії — 5 €. Замовлення телефоном або електронною поштою.
У Національному музеї мистецтв Каталонії (кат. Museu Nacional d'Art de Catalunya або MNAC) розміщено експозицію автентичних меблів з будинку Амальє.

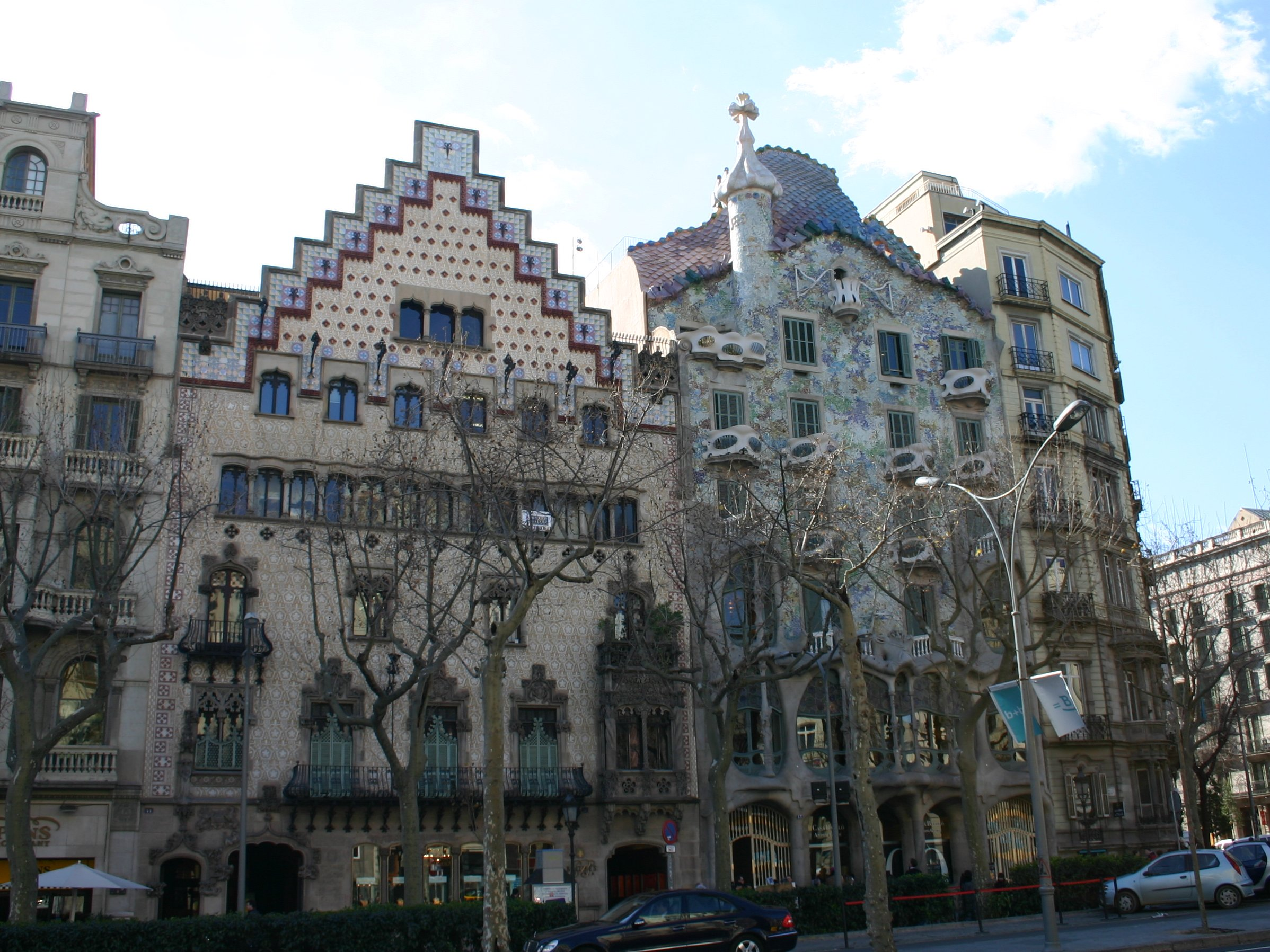
Будинок Амальє та будинок Бальо
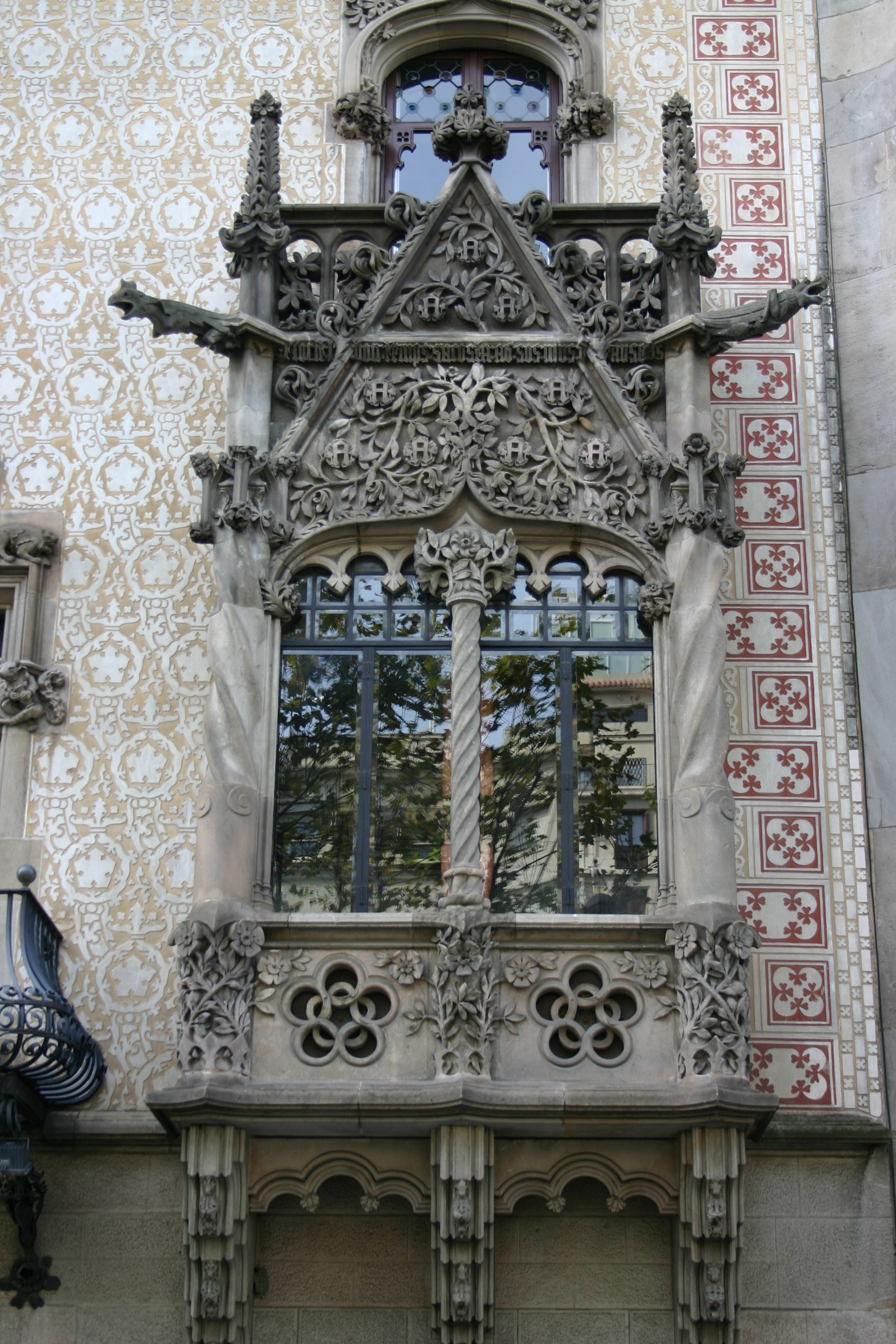
Балкон будинку Амальє